# Kopalnia Węgla Kamiennego Piast-Ziemowit
Kopalnia Węgla Kamiennego Piast-Ziemowit – to zespolone przedsiębiorstwo górnicze, należące do Polskiej Grupy Górniczej, składające się z dwóch dawnych kopalń węgla kamiennego połączonych administracyjnie w jedno przedsiębiorstwo pod nazwą Kopalnia Węgla Kamiennego Piast-Ziemowit. Głównym produktem oferowanym przez KWK Piast-Ziemowit jest węgiel kamienny z kopalni Ziemowit.

## Historia
Oddział KWK Piast-Ziemowit Polskiej Grupy Górniczej powstał w wyniku reformy, przeprowadzonej w związku z bankructwem Kompanii Węglowej 1 lipca 2016 z połączenia dwóch kopalń: Kopalni Węgla Kamiennego Piast oraz Kopalni Węgla Kamiennego Ziemowit obejmujących swym obszarem działania powiat bieruńsko-lędziński, Mysłowice, oraz Katowice i Tychy.